# Андерс Ангстрьом
Андерш Юнас Ангстрьом (на шведски: Anders Jonas Ångström) е шведски физик, един от основателите на спектралния анализ. След като завършва университета в Упсала през 1839 г., отива в Стокхолмската обсерватория, за да получи практически опит по астрономия. На следващата година е назначен за директор на обсерваторията. От 1843 г. работи също в Упсалската обсерватория. През 1858 г. става професор, завеждащ катедра физика, а от 1870 – 1871 година – и ректор на Упсалския университет. В неговата изследователска дейност влизат спектрален анализ, както и топлопроводимост и магнетизъм.
През 1862 г. открива наличието на водород на Слънцето. Основен труд на учения е „Изследване на слънчевия спектър“ (1868) – атлас, който представя измерванията на 1000 спектрални линии с разделение от една десетомилионна част от милиметъра (величина, която впоследствие е приета като единица за измерване на дължина, получила названието „ангстрьом“ (1 Å = 10-10 m), използвана в кристалографията и спектроскопията. За пръв път изследва спектъра на северното сияние.
През 1872 г. е награден с медала на Румфорд. Чуждестранен член е на Лондонското кралско общество (1870), член-кореспондент е на Парижката академия на науките (1873). Баща е на известния геофизик Кнут Юхан Ангстрьом. На негово име има кръстен кратер на Луната.